# Mersey
Pour les articles homonymes, voir Mersey (homonymie).
La Mersey est un fleuve du nord-ouest de l'Angleterre qui se jette dans la Mer d'Irlande.

## Étymologie
Son nom vient de l'anglo-saxon Mǽres-ēa (« fleuve frontière »), car ce fleuve  délimite les frontières des comtés du Cheshire et du Lancashire.

## Géographie
La Mersey traverse la ville de Liverpool et a donné son nom au Merseybeat et au Merseysound (jeu de mots entre son et détroit entre les deux rives très espacées), un courant musical des années 1960, très marqué par l'identité de Liverpool. Un service régulier de ferries (bac) traversent le fleuve dans son estuaire, reliant Liverpool à Birkenhead et Wallasey (qui forment le Wirral) sur l'autre rive, donnant lieu à une chanson populaire de Gerry and the Pacemakers qui s'appelle Ferry Cross the Mersey, reprise de nombreuses fois (par exemple par Frankie Goes to Hollywood). Le RER Merseyrail traverse également le fleuve grâce à un tunnel.
A noter que ce fleuve est doublé d'un canal qui relie, depuis la Révolution Industrielle, Manchester à la mer, ce qui a permis le développement de toute la région à cette époque (coton, tabac, canne à sucre...).

## Pollution
Il pourrait s'agir du fleuve britannique le plus atteint par la pollution aux microplastiques selon une étude de Greenpeace.